# Columbia-Shuswap
Columbia-Shuswap – dystrykt regionalny w kanadyjskiej prowincji Kolumbia Brytyjska. Siedziba władz znajduje się w Salmon Arm.
Columbia-Shuswap ma 50 512 mieszkańców. Język angielski jest językiem ojczystym dla 90,8%, niemiecki dla 2,8%, francuski dla 1,8% mieszkańców (2011).